# Nova Rudnea, Jîtomîr
Nova Rudnea (în ucraineană Нова Рудня) este un sat în comuna Bukî din raionul Jîtomîr, regiunea Jîtomîr, Ucraina.

## Demografie
Componența lingvistică a localității Nova Rudnea
     Ucraineană (97,26%)
     Rusă (2,74%)
Conform recensământului din 2001, majoritatea populației localității Nova Rudnea era vorbitoare de ucraineană (97,26%), existând în minoritate și vorbitori de rusă (2,74%).